# 彭浚
彭浚（1769年—1833年），字映旟，号宝臣。湖南衡山县（今衡东县）人。清朝政治人物，狀元及第，官至順天府府丞。

## 生平

### 早年
乾隆三十四年（1769年）彭浚生于衡山县黄子堂（今为衡东县珍珠乡黄梓塘村），彭浚4岁受启蒙教育，6岁能吟诗作对。20岁补博士弟子员，不久为廪膳生，肄业于长沙岳麓书院。嘉庆三年（1798年）考取优贡，嘉庆五年（1800年）在顺天府乡试中举。

### 仕途
嘉慶十年（1805年），彭浚考中狀元，授職翰林院修撰。嘉慶十八年（1813年），任順天鄉試同考官。道光初年任太僕寺少卿。道光三年（1823年）授奉天府府丞兼提督學政，次年因丁憂去職。道光七年（1827年）服闕，授原官。道光十一年（1831年）任順天府府丞。

## 著作
彭浚著有《赐砚堂诗文集》、《赐砚堂进呈录》、《赐砚堂今古文》、《闽轺吟集》等。

## 家族
后人：现有彭浚的第七、八、九代后人住在衡东县珍珠乡黄梓塘村。

## 纪念
彭浚故居位于彭浚的家乡衡东县珍珠乡黄梓塘村，为县级文物保护单位。彭浚中状元后，奉敕在家乡建造状元府。原为一幢坐西朝东的九进大型古建筑，如今只剩下一座牌楼。

## 资料来源
1. 1 2  衡阳市地方志, 编纂委员会. . . 湖南人民出版社. 1998年: 3036-3037. ISBN 9787543817555.
2. ↑  清實錄：宣宗成皇帝實錄 ,52卷 ,938
3. ↑  黄, 艳. . 凤凰国学. 2015年7月10日. （原始内容存档于2019年11月30日）.
4. 1 2  甘, 恬. . 衡阳日报. 2009年5月10日. （原始内容存档于2017年4月1日）.

## 外部連結
- 彭浚 （页面存档备份，存于） 中國衡東
- 彭浚 （页面存档备份，存于） 中研院史語所